# NGC 64
NGC 64 este o galaxie spirală barată, situată în constelația Balena. Aceasta a fost descoperită în 21 octombrie 1886 de către Lewis Swift.